# درنای کاکل‌قرمز

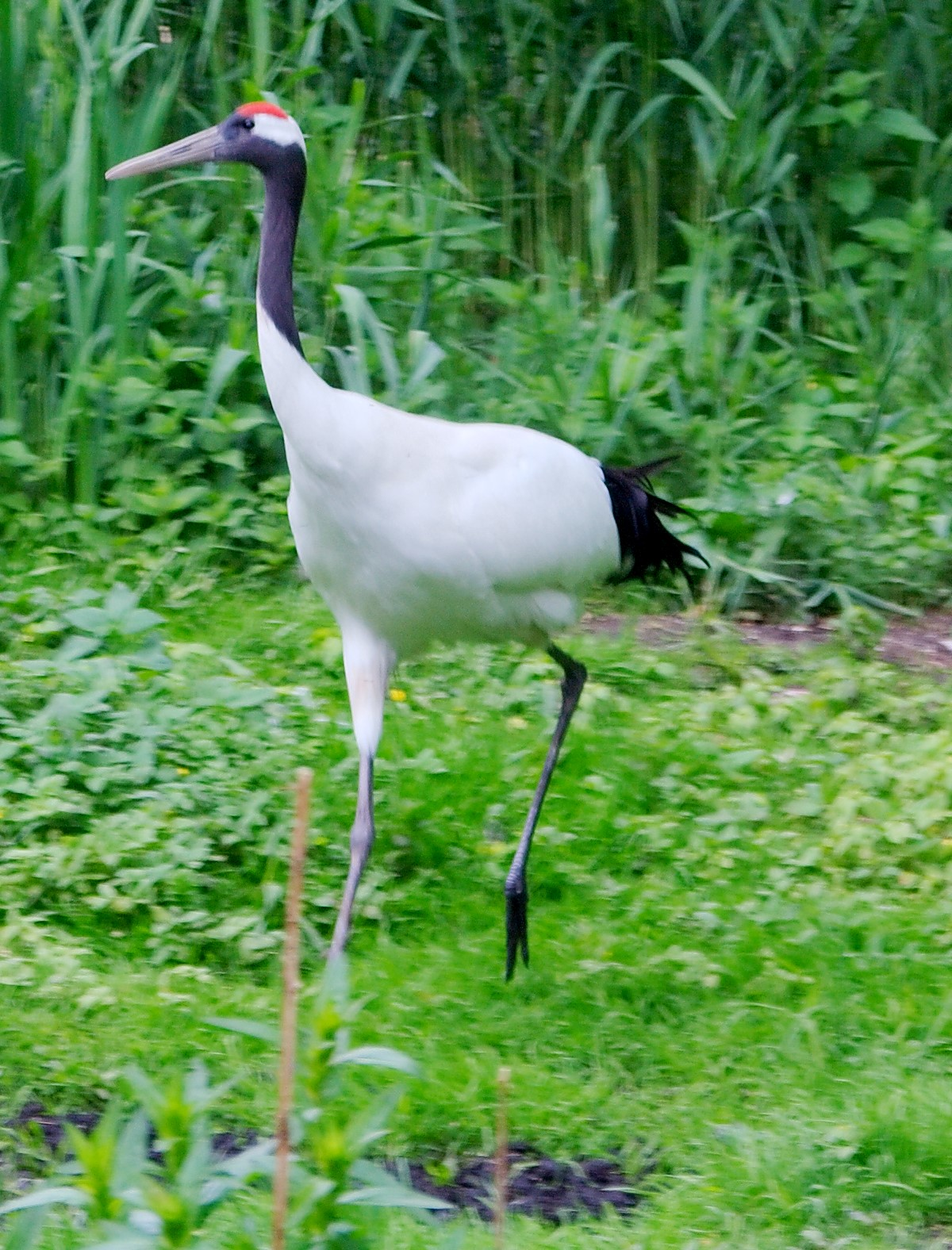

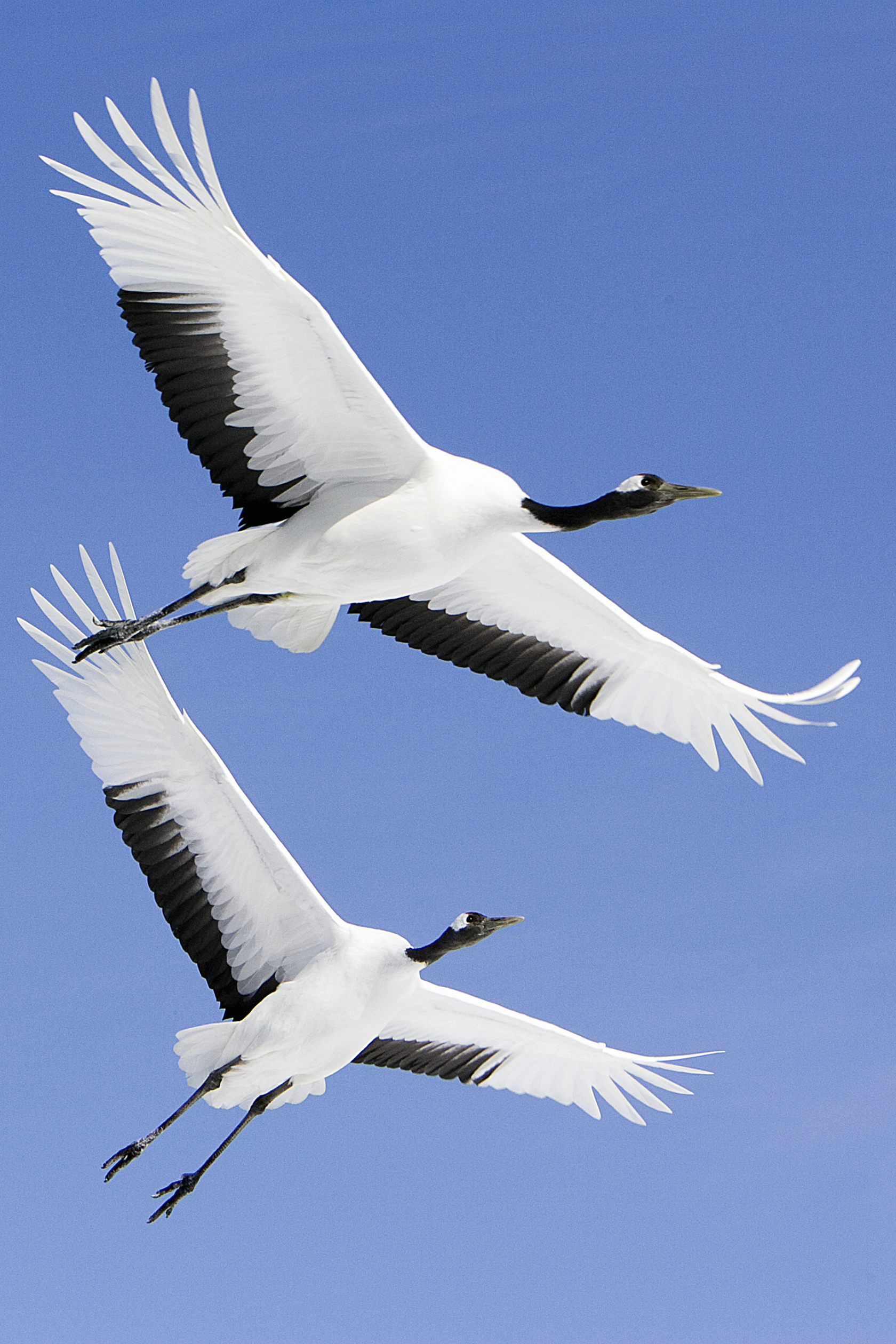

درنای کاکل‌قرمز یک نوع درنای بزرگ و یکی از کمیاب‌ترین درناهای جهان است.زیستگاه آن‌ها عبارت است از باتلاق‌ها، شالیزارها و دیگر مناطق نمناک. جمعیت کلی این حیوان در آسیا در اثر کاهش سرزمین‌های زیستگاه این پرنده به دلیل کشاورزی و افزایش مناطق شهری رو به کاهش است.